# Wałownica
Wałownica – historyczna nazwa osady w województwie kujawsko-pomorskim, w powiecie bydgoskim, gminie Nowa Wieś Wielka. Teren osady wchodzi w skład wsi Olimpin, a nazwa nie jest już używana. 

## Położenie
Wałownica położona jest na Pałukach, na lewym brzegu Noteci, naprzeciw wsi Brzoza.
Pod względem fizyczno-geograficznym leży w obrębie Pradoliny Toruńsko-Eberswaldzkiej w mezoregionie Kotlina Toruńska i mikroregionie Dolina Kanału Noteckiego.

## Charakterystyka
Wałownica to dawna wieś, od połowy XX wieku w składzie sołectwa Olimpin, a od 1980 roku w sołectwie Brzoza, obecnie niewymieniona z nazwy w statutach sołectw gminy Nowa Wieś Wielka, należy do sołectwa Olimpin.
Położone jest między Notecią i Kanałem Noteckim na północy, a kompleksem leśnym na południu porastającym lokalne wzniesienie wydmowe. Wschodnim skrajem osiedla przebiega droga wojewódzka nr 256 Brzoza – Mogilno.
Na wschód od miejscowości znajdują się obszary cenne przyrodniczo: łąki nadnoteckie, chronione w Obszarze Chronionego Krajobrazu „Łąki Nadnoteckie” oraz rezerwat leśny Dziki Ostrów, chroniący dąbrowę świetlistą.

## Historia
Wieś odnotowano po raz pierwszy w XVI wieku na obszarze majętności łabiszyńskiej. W 1539 roku Janusz Latalski zakupił bór nazywany Wołownica od Jakuba Rynarzewskiego. Miejscowość wielokrotnie zmieniała właścicieli. Ostatnim z nich był ród Skórzewskich - Wałownica należała wówczas do klucza łabiszyńskiego. Z uwagi na położenie po zachodniej stronie Noteci, Wałownica w okresie staropolskim nie należała do powiatu bydgoskiego, lecz do jednostek administracyjnych i kościelnych związanych z Łabiszynem i Szubinem.
W okresie zaborów zmieniała się nazwa wsi: Wallownitz - w Królestwie Prus, Wallownice - w Wielkim Księstwie Poznańskim oraz Netzheim - gdy należała do Prowincji Poznańskiej, by ostatecznie w XX-leciu międzywojennym powrócić do nazwy Wałownica. W miejscowości znajdował się pruski Królewski Główny Urząd Celny.
Spis miejscowości rejencji bydgoskiej z 1833 r. podaje, że we wsi Wałownica (powiat szubiński) mieszkało 147 osób (100 ewangelików, 47 katolików) w 22 domach. Miejscowość należała do parafii katolickiej w Chomętowie i ewangelickiej w Łabiszynie. Kolejny spis z 1860 r. podaje, że w Wałownicy mieszkało 149 osób (14 ewangelików, 135 katolików) w 21 domach. Na miejscu znajdowała się szkoła elementarna. Miejscowość należała do parafii katolickiej i ewangelickiej w Łabiszynie. Właścicielem wsi był hrabia Skórzewski.
Z kolei Słownik geograficzny Królestwa Polskiego dla roku 1884 podaje, że w Wałownicy mieszkało 131 osób (122 ewangelików, 9 katolików) w 22 domach. Areał uprawny wsi wynosił 124 ha. Najbliższa poczta i stacja kolejowa znajdowała się w Chmielnikach.
Podczas powstania wielkopolskiego Wałownica była terenem walk oddziałów polskich usiłujących zbliżyć się do Bydgoszczy. W nocy z 21 na 22 stycznia 1919 r. oddziały Pawła Cymsa i Jana Tomaszewskiego zajęły Brzozę, wyprzedzając spodziewaną ofensywę niemiecką. Dzień później teren odzyskał III batalion Grenschutzu, zaś do krwawej potyczki doszło w rejonie Antoniewa. Ostatecznie wieś znalazła się w granicach odrodzonej Polski 20 stycznia 1920 r. na mocy traktatu wersalskiego.
W okresie międzywojennym Brzoza znalazła się w obrębie powiatu szubińskiego.
W latach 20. we wsi istniała szkoła elementarna z polskim językiem nauczania. Znajdowała się na wschodnim krańcu wsi przy starorzeczu Noteci.
10 kwietnia 1924 r. kard. Edmund Dalbor z fragmentów dotychczasowej parafii farnej w Bydgoszczy oraz parafii w Łabiszynie erygował parafię Wniebowzięcia Najświętszej Marii Panny w Brzozie-Przyłękach. W skład tej parafii weszła również wieś Wałownica. Na potrzeby parafii w latach 1934-1937 wybudowano w Brzozie nową świątynię według projektu Stefana Cybichowskiego.
Od marca 1945 r. Wałownica była osadą włączoną do gromady wiejskiej Olimpin. Reforma administracyjna z 25 września 1954 r. zlikwidowała gminy i gminne rady narodowe, powołując w ich miejsce gromady wraz z gromadzkimi radami narodowymi. Miejscowość włączono wówczas (w składzie sołectwa Olimpin) do gromady Brzoza. W 1962 r. gromadę Brzoza zniesiono i przyłączono do gromady Nowa Wieś Wielka, z wyjątkiem miejscowości Prądki i Przyłęki, które znalazły się w gromadzie Białebłota.
1 stycznia 1973 r. z gromady Nowawieś Wielka wykształciła się gmina Nowa Wieś Wielka. Wałownica wchodziła wówczas w skład sołectwa Olimpin.
18 grudnia 1980 r. Wałownicę wyłączono z sołectwa Olimpin i przyłączono do sołectwa Brzoza. W aktualnym nazewnictwie stanowi ona osiedle Olimpin należące do wsi Brzoza.
W latach 1990–1994 wieś została zelektryfikowana, a w latach 1994-1998 doprowadzono wodociąg i zainstalowano oświetlenie uliczne.